# Life (バンド)
Life（ライフ）は、愛知県名古屋市出身の男性バンド。1999年に結成。2002年ビクターエンタテインメントよりデビュー。

## メンバー
- 川端芽久美（ボーカル・作詞・作曲）
- 近藤正樹（ギター）
- 加藤崇（ベース）

## ディスコグラフィー

### シングル
1. blue（2002年8月21日）
  1. blue（作詞：川端芽久美／作曲：加藤崇／編曲：Life）
  2. ひとつ失うとき（作詞・作曲：川端芽久美／編曲：Life）
2. Fear（2002年11月7日）
  1. Fear[4:06]（作詞・作曲：川端芽久美／編曲：Life）
  2. Days[3:02]（作詞・作曲：川端芽久美／編曲：Life）
3. chain（2003年2月21日）TBS系「COUNT DOWN TV」2003年2月度エンディングテーマ
  1. chain[3:41]（作詞・作曲：川端芽久美／編曲：Life）
  2. 夢のあと[4:40]（作詞・作曲：川端芽久美／編曲：Life）

### アルバム
1. Life（2003年3月5日）
  1. 咲くように[4:39]（作詞・作曲：川端芽久美／編曲：Life）
  2. Fear[4:06]（作詞・作曲：川端芽久美／編曲：Life）
  3. In this life[3:52]（作詞・作曲：川端芽久美／編曲：Life）
  4. pain[3:54]（作詞・作曲：川端芽久美／編曲：Life）
  5. chain[3:42]（作詞・作曲：川端芽久美／編曲：Life）
  6. 何も言えない[4:05]（作詞・作曲：川端芽久美／編曲：Life）
  7. ショウケース[2:53]（作詞・作曲：加藤崇／編曲：Life）
  8. believe in me[4:30]（作詞・作曲：川端芽久美／編曲：Life）
  9. calling[4:43]（作詞：川端芽久美／作曲：加藤崇／編曲：Life）
  10. blue[4:46]（作詞：川端芽久美／作曲：加藤崇／編曲：Life）
  11. Home[4:51]（作詞・作曲：川端芽久美／編曲：Life）
  12. アオイアサ[4:34]（作詞・作曲：川端芽久美／編曲：Life）

### ミニアルバム
1. half full（2001年5月30日）Saas Recordings
  1. empty
  2. 夜明け前
  3. 二人
  4. Not Here
  5. ひとつ失うとき
  6. 祈り
2. alive（2004年6月23日）
  1. alive[4:57]（作詞・作曲：川端芽久美／編曲：Life）
  2. シグナル[4:39]（作詞：川端芽久美／作曲：川端芽久美・加藤崇／編曲：Life）
  3. Small Circle[4:29]（作詞・作曲：川端芽久美／編曲：Life）
  4. 時の風[3:47]（作詞：Life／作曲：川端芽久美／編曲：Life）
  5. Dear[3:36]（作詞・作曲：川端芽久美／編曲：Life）
  6. I feel[4:47]（作詞・作曲：川端芽久美／編曲：Life）
3. 最後の涙（2005年10月22日/JVCエンタテインメント・ネットワークス）
  1. Beautiful
  2. スーパーエゴ
  3. カラー
  4. さよなら
  5. 月の斧
  6. 最後の涙